# 岩城宣隆
岩城 宣隆（日语：／ Iwaki Nobutaka，1584年—1672年10月17日）是江戶時代初期的大名。出羽龜田藩第2代藩主。久保田藩藩士多賀谷家初代。

## 生平
天正12年（1584年），作為佐竹義重的第四子出生。最初成為多賀谷重經的養嗣子，並受長兄佐竹義宣之偏諱，改名為多賀谷宣家（Tagaya Nobuie）。
慶長5年（1600年）在關原之戰後，由於多賀谷家被改易，遂返回本家的佐竹家。
慶長7年（1602年），長兄義宣被轉封到出羽時，他與養父重經一同隨行。成為久保田藩重臣後，起初為仙北白岩城主，後來轉為山本檜山城城主。另外，宣家繼承岩城家之際，多賀谷家的名跡則由佐竹一門戶村義國之次子戶村隆經繼承。
寬永5年（1628年）8月，因外甥、時任龜田藩主的岩城吉隆成為久保田藩主及兄長佐竹義宣的養嗣子，遂由宣隆繼承其後出任藩主。同年9月19日，他獲准御目見江戶幕府第二代征夷大將軍德川秀忠及其子家光。
寬永11年（1634年），改名為宣隆。
寬永20年（1643年），當山形藩主保科正之轉封至陸奧國會津藩之際，他與戶澤政盛、六鄉政勝共同擔任山形城番。其後透過實施檢地等措施鞏固藩政基礎。
明曆2年（1656年）7月25日，將家督讓予嫡子重隆而隱居。
寬文12年（1672年）逝世，享年89歲。

## 系譜
父母
- 佐竹義重（生父）
- 寶壽院（生母） - 伊達晴宗之女
- 小野崎義昌（養父）
- 多賀谷重經（養父）

正室、繼室
- 珪台院（正室） - 多賀谷重經之女
- 顯性院（繼室） - 真田信繁第五女

子女
- 岩城重隆（長子） 生母：顯性院
- 岩城隆家
- 女（名不詳）

養子
- 多賀谷隆經 - 戶村義國之次子

## 脚注
1. 1 2 3 4 5  『寛政重修諸家譜』
2. 1 2 3 4 5  『龜田岩城家譜』
3. ↑  『常總遺文』
4. ↑  『史料綜覽』第11編之913 326頁
5. ↑  重經其後離開出羽，前往近江國彥根藩。
6. ↑  當時，從甥傳給叔父（由下往上的繼承）並不被歡迎，故在史書中宣隆被視為番代（過渡代任）而非正式藩主；在《秋田武鑑》中亦將其子重隆列為岩城氏的實際相續人。
7. ↑  『佐竹秋田家譜』
8. ↑  『寛永日記』

## 出典
- 三浦賢童編 「秋田武鑑 全」（無明堂出版，昭和56年初版，原著為《久保田家中分限帳》之作者）
- 『圓福寺記錄』
- 『常陸名家譜』（多賀谷氏）
- 『常總遺文』（卷七 多賀谷系圖）
- 『龜田岩城家譜』
- 『佐竹秋田家譜』
- 『寬永日記』
- 『明正天皇紀』（寬永二十年 自七月二日至同十八日）
- 『寬政重修諸家譜』